# Powiat polkowicki
Powiat polkowicki – powiat w Polsce, położony w północnej części województwa dolnośląskiego. Jego siedzibą jest miasto Polkowice.

## Podział administracyjny
Powiat polkowicki powstał 1 stycznia 1999 roku wskutek reformy administracyjnej, której jednym z aspektów było wprowadzenie powiatów jako drugiego szczebla administracji, pomiędzy województwami i gminami.
Został stworzony z części znoszonego województwa legnickiego. Powiat z siedzibą w Polkowicach nie istniał przed likwidacją tego szczebla administracji w 1975 roku; jego obszar wchodził wówczas w skład powiatu lubińskiego w województwie wrocławskim (miasto i gmina Chocianów oraz miasto i gmina Polkowice) oraz powiatów głogowskiego (gminy Gaworzyce, Grębocice i Radwanice) i szprotawskiego (miasto i gmina Przemków) w województwie zielonogórskim.
Z powiatem polkowickim graniczą jednostki:
- powiat głogowski od północy,
- powiat lubiński od wschodu,
- powiat legnicki od południa,
- powiat bolesławiecki oraz powiat żagański w województwie lubuskim od zachodu.

W skład powiatu wchodzi 6 gmin: 3 miejsko-wiejskie oraz 3 wiejskie. Na jego terenie położone są trzy miasta: Chocianów, Polkowice oraz Przemków.
| Gmina   | Gmina           | Gmina | Gmina     | Pow. (2025) | Ludność (2024) | Siedziba  |
| TERYT   | Typ             | Nazwa | Nazwa     | Pow. (2025) | Ludność (2024) | Siedziba  |
| ------- | --------------- | ----- | --------- | ----------- | -------------- | --------- |
| 0216013 | miejsko-wiejska |       | Chocianów | 221,69      | 12 323         | Chocianów |
| 0216022 | wiejska         |       | Gaworzyce | 76,74       | 3750           | Gaworzyce |
| 0216032 | wiejska         |       | Grębocice | 121,75      | 5299           | Grębocice |
| 0216043 | miejsko-wiejska |       | Polkowice | 167,66      | 26 697         | Polkowice |
| 0216053 | miejsko-wiejska |       | Przemków  | 107,86      | 7696           | Przemków  |
| 0216062 | wiejska         |       | Radwanice | 84,09       | 5148           | Radwanice |

Granice powiatu polkowickiego uległy zmianie jednokrotnie. 1 stycznia 2002 roku z gminy Żukowice w powiecie głogowskim wyłączono niezamieszkałą część obrębu ewidencyjnego Dankowice o powierzchni 30,74 ha, włączając ją jednocześnie do gminy Radwanice.
Oprócz tej zmiany, od powstania powiatu doszło do jednej nieudanej próby dokonania korekty granic: w 2000 roku mieszkańcy gminy Grębocice wyrazili władzom wolę przyłączenia do powiatu głogowskiego, za czym jednak nie poszły żadne formalne wnioski władz lokalnych.

## Pokrycie terenu
Powiat polkowicki według danych z 2025 roku zajmował powierzchnię 779,79 km², co stanowiło 3,9% powierzchni województwa dolnośląskiego. Pod względem powierzchni zajął 8. lokatę spośród 26 powiatów w województwie oraz 187. miejsce wśród 314 powiatów Polski. Największą część powierzchni powiatu zajmowały grunty rolne (53,2%) oraz leśne (38,6%). Zabudowanych i zurbanizowanych było 7,5% terenów, zaś pod wodami znajdowało się ich 0,3%.
|  |

## Demografia
Według stanu z 31 grudnia 2024 roku w powiecie polkowickim zamieszkiwało 60 913 mieszkańców: 30 955 kobiet (50,8% ludności) i 29 958 mężczyzn (49,2%), czyli 2,1% ludności województwa dolnośląskiego. Gęstość zaludnienia w powiecie wyniosła 78 osób na km². Pod względem ludności powiat polkowicki zajął w 2024 roku 12. miejsce spośród 26 powiatów w województwie oraz 180. lokatę wśród 314 powiatów Polski.
Wskaźnik urbanizacji wyniósł 55,6%; w miastach w tym dniu mieszkało 33 866 osób, zaś na wsi 27 047 osób.
|  |

|  |  |

## Gospodarka
Podstawowe gałęzie gospodarki w powiecie to przemysł: chemiczny, hutniczy, motoryzacyjny, skórzany, wydobywczy rud miedzi oraz handel, usługi i turystyka.
W końcu listopada 2019 liczba zarejestrowanych bezrobotnych w powiecie obejmowała ok. 1,6 tys. mieszkańców, co stanowi stopę bezrobocia na poziomie 4,2% do aktywnych zawodowo.

## Starostowie polkowiccy
Na podstawie źródła:
- Marek Tramś (18 stycznia 1999 – 20 listopada 2018)
- Kamil Ciupak (od 20 listopada 2018)